# Лейре (монастырь)
Лейре, Сан-Сальвадор-де-Лейре (исп. Monasterio de San Salvador de Leyre, баск. Leire, Leireko monasterioa) — бенедиктинский монастырь в Испании, в провинции Наварра. Один из старейших монастырей страны, первые упоминания о нём датируются IX веком. Памятник архитектуры; один из важнейших центров религиозной жизни Испании и место паломничества.

## География

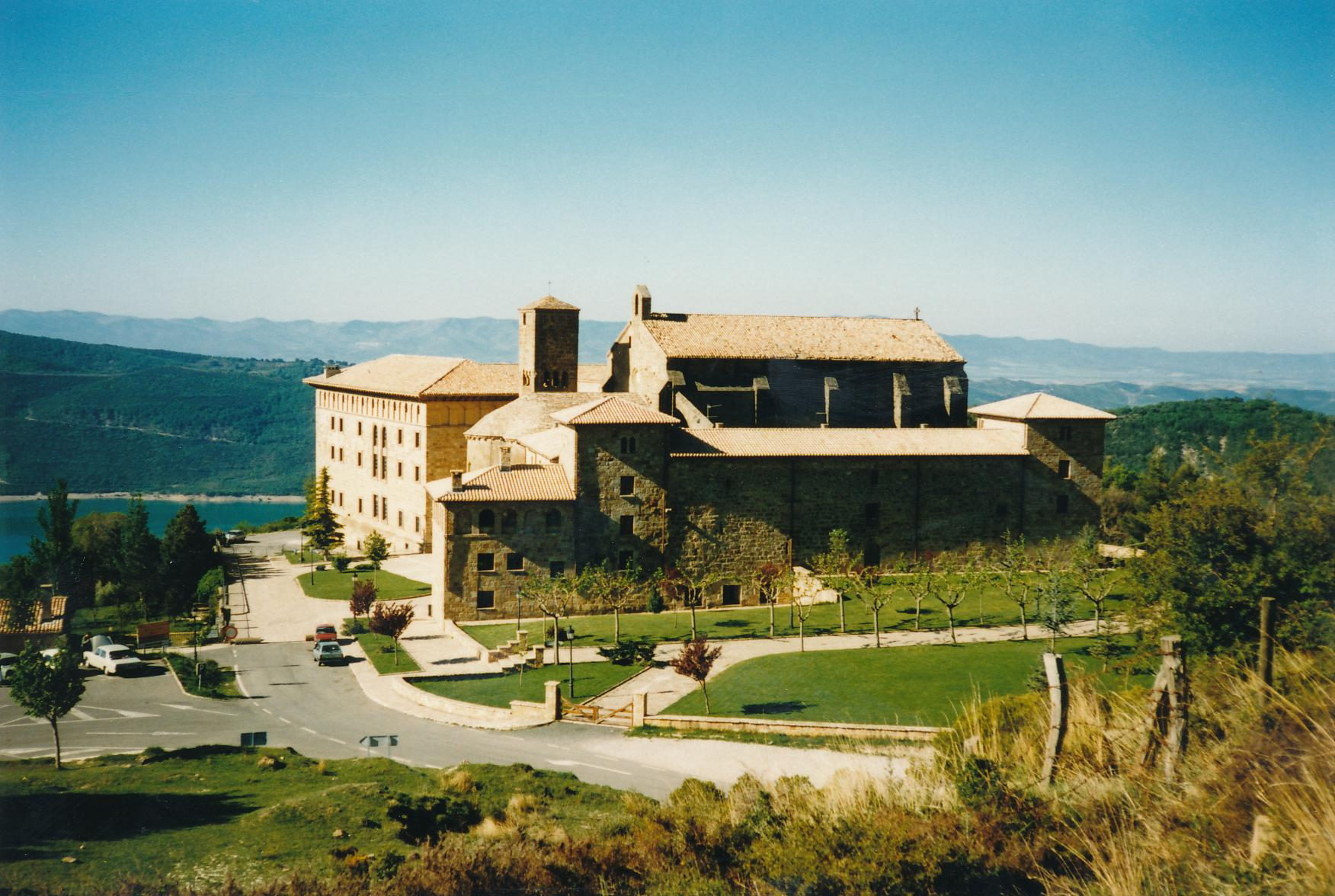
Вид с воздуха

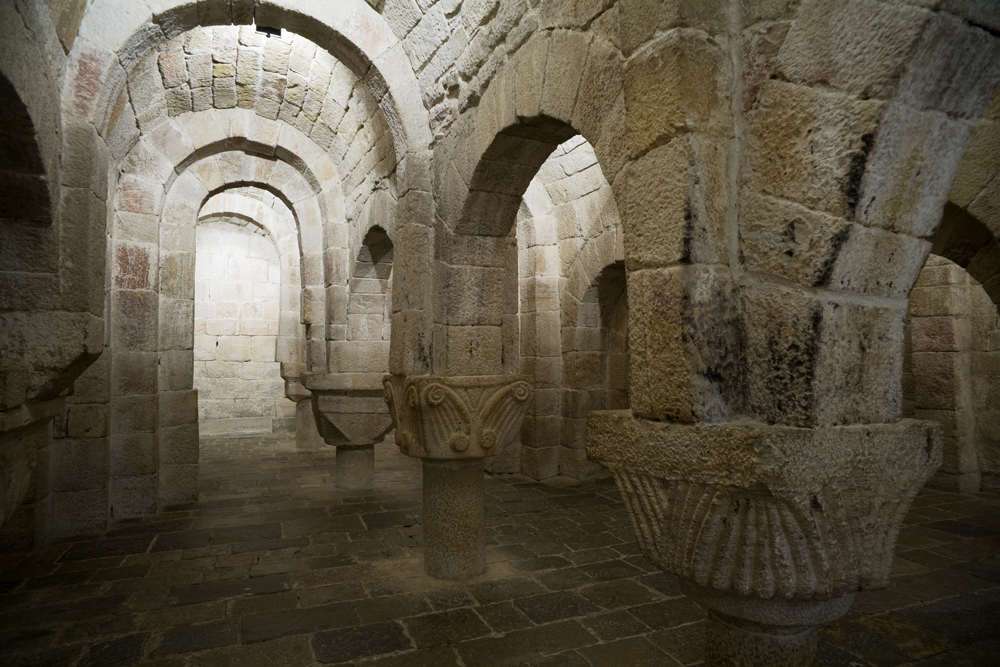
Крипта. XI век

Монастырь Лейре расположен на высоте 771 м над уровнем моря у подножия горной цепи Сьерра-де-Лейре в муниципалитете Еса (Наварра) в 52 км к юго-востоку от Памплоны. К монастырю ведёт местная дорога, ответвляющаяся от магистрали N-240 Памплона — Хака.

## История
Точный год основания монастыря неизвестен. Первые упоминание о нём относятся к середине IX века, существует запись о пожертвовании монастырю, сделанном королём Иньиго Аристой в 842 году, а в 851 году святой Евлогий Кордовский в своём письме епископу Памплоны Вилиесинду вспоминает о своём пребывании три года назад (то есть в 848 году) в монастыре Лейре. В 920 году войска кордовского халифа Абд ар-Рахмана III взяли Памплону, после чего епископ Памплоны и множество священников бежали в Лейре. Резиденция памплонского епископа пребывала в Лейре вплоть до 1023 года, фактически в этот период произошло совмещение постов аббата Лейры и епископа Памплоны.
В X—XI веках Лейре был одним из крупнейших бенедиктинских монастырей Пиренеев и находился под прямой опекой королей Наварры. Щедрые пожертвования монастырю делали, в частности, Санчо II Абарка, Санчо I и Санчо III Великий. В конце X века монастырь пострадал от нападений мавров, в XI веке шло его интенсивное восстановление и развитие, центральным моментом которого стало строительство новой церкви, завершённой к 1057 году. От этой церкви до нашего времени дошли крипта и алтарная часть, являющиеся старейшими памятниками романского стиля на территории Наварры. Неф монастырской церкви был расширен и перестроен столетием позже. Важнейшее значение для монастыре Лейре имело начало массовых паломничеств в Сантьяго-де-Компостелу, сформировавших путь Святого Иакова. Лейре стал одним из ключевых пунктов этого маршрута.
Король Наварры Санчо IV (1054—1076)пожаловал аббатству значительные средства и земельные владения. Точное место его захоронения неизвестно, но существует версия, что он был погребён в Лейре. После его смерти и до 1134 года королевство Наварра находилось в унии с Арагоном, в этот период аббатство Лейре испытало серьёзную конкуренцию со стороны монастыря Сан-Хуан-де-ла-Пенья, где арагонские короли устроили свой пантеон.

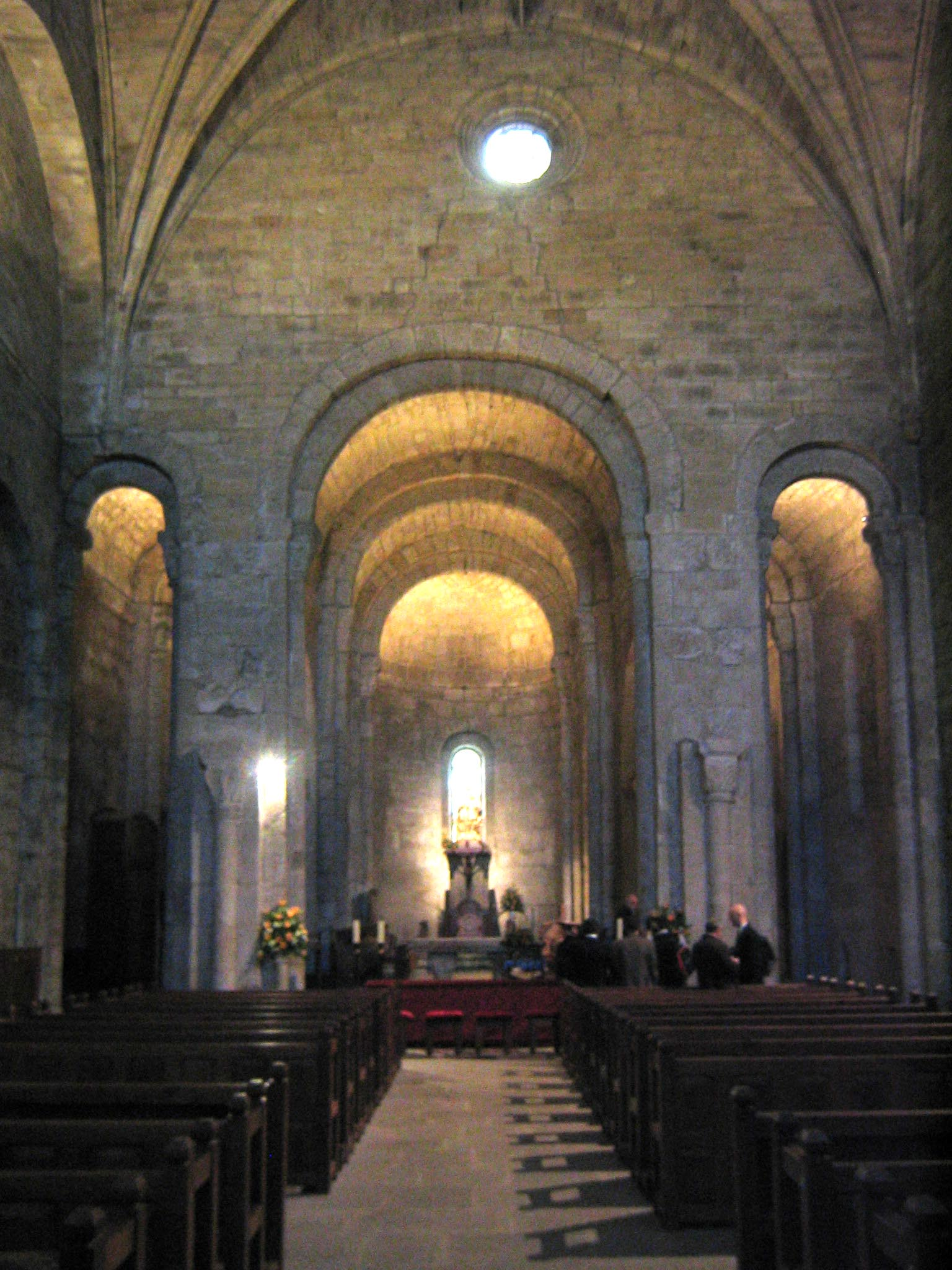
Неф и алтарная часть

В начале XIII века монастырь Лейре переживает упадок. В 1234 году корона Наварры перешла к Тибо IV, представителю Шампанской династии. Вместе со сменой власти в стране резко усилилось влияние французского по своему происхождению цистерцианского ордена, который в этот период переживал бурный рост. После серии интриг в 1239 году была закреплена передача аббатства Лейре от бенедиктинцев к цистерцианцам.
В конце XVI века большинство зданий монастыря пришли в плачевное состояние. Работы по строительству новых жилых и подсобных помещений для монахов продолжались вплоть до 1640 года.
XIX век для аббатства Лейре, как и для большинства испанских монастырей, был катастрофичен по последствиям. В 1809 году он был оккупирован наполеоновской армией, монахи были изгнаны, но смогли вернуться в монастырь после поражения Наполеона. В 1836 году были выпущены дезамортизационные декреты Мендисабаля, согласно которым у церкви отбирались значительная часть собственности. В список конфискованной собственности попал и монастырь Лейре, который был закрыт в том же 1836 году. 11 монахов и 2 послушника, составлявших общину Лейре, были изгнаны. Аббатство было выставлено на продажу, однако покупателя так и не смогли найти. В результате оно было заброшено, использовалось пастухами как убежище для скота, могилы наваррских королей были осквернены.
В 1844 году мадридская королевская академия изящных искусств создала комиссию по историческим и культурным памятникам, которая с 1845 года начала предпринимать усилия по спасению культурного наследия Лейре. В 1863 году останки королей были временно перезахоронены в церкви Есы, в 1867 году церковь Лейре была объявлена Национальным монументом, а с 1875 года она была переосвящена как приходская церковь, в ней возобновились богослужения, хотя остальной монастырь продолжал оставаться закрытым. В 1888—1915 году в аббатстве шли масштабные реставрационные работы, по окончании которых в мае 1915 года останки королей Наварры были вновь перенесены в церковь Лейре на прежнее место.
В 1954 году по инициативе властей Наварры в Лейре была возобновлена монашеская жизнь. Монастырь вновь, как и в древности, стал общиной бенедиктинского ордена, первые члены братии прибыли в Лейре из монастыря Санто-Доминго-де-Силос под Бургосом.

## Текущее состояние

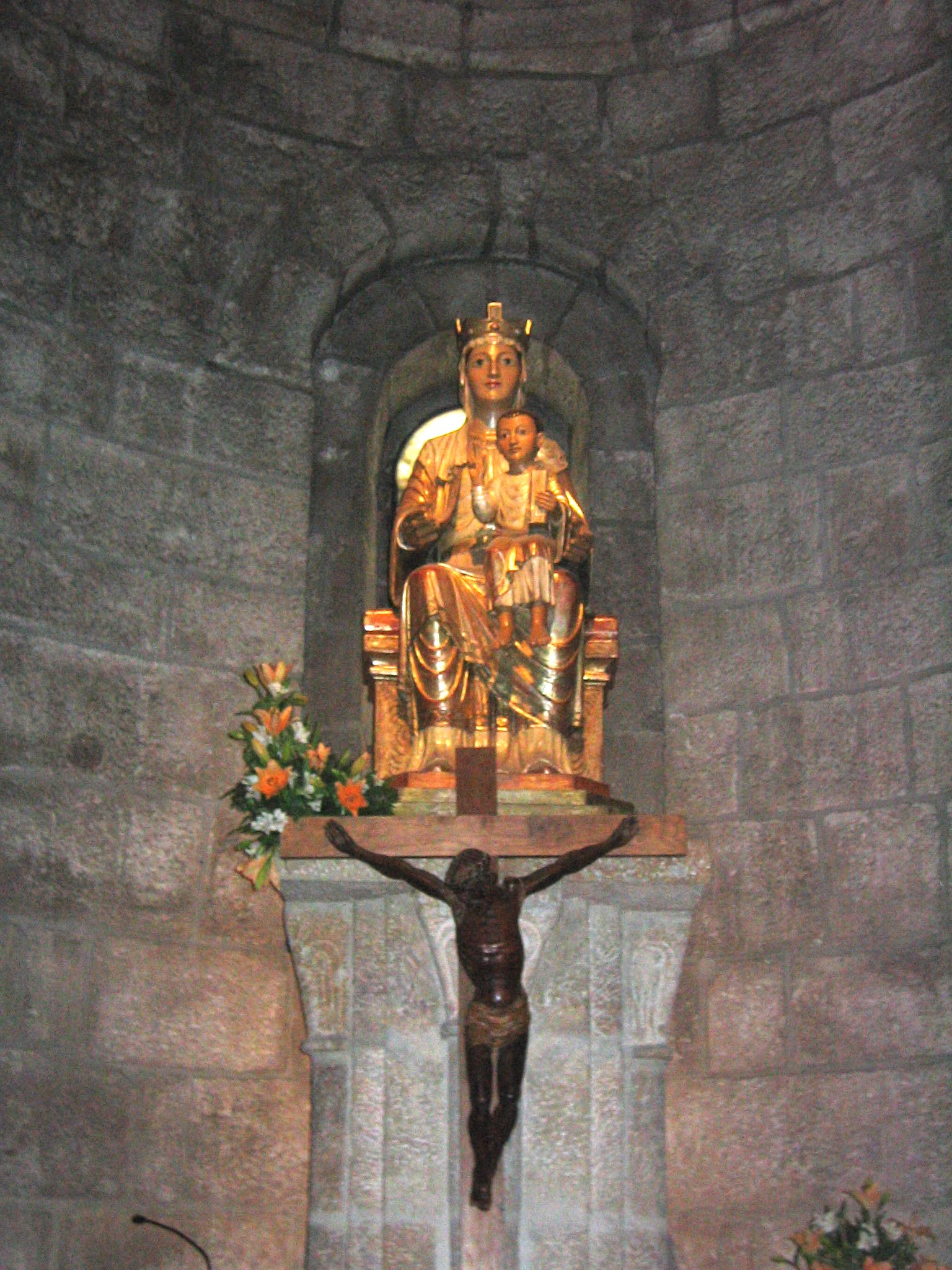
Образ Девы Марии Лейрской

Лейре — действующий бенедиктинский монастырь, община состоит примерно из 30 братьев. Часть монастыря и монастырская церковь открыты для посещения туристами. При монастыре открыт гостевой дом для туристов и паломников, проводящих здесь более дня. Кроме того, существует монашеский пансион, который предоставляет возможность мужчинам, желающим плотнее проникнуться бенедиктинской духовностью, провести некоторое время в монастыре, живя жизнью общины.

## Архитектура

### Церковь
Центральное место в архитектуре аббатства занимает церковь Сан-Сальвадор. Крипта и алтарная часть здания сохранились с XI века, находятся в хорошем состоянии и являются старейшими памятниками романского стиля на территории Наварры. Центральная башня, главный неф и портик, называемый «Porta Speciosa» были построены в XII веке. В архитектуре церкви присутствует ряд более поздних элементов, так пантеон королей Наварры и некоторые боковые капеллы построены в готическом стиле в XIV—XV веках. Среди элементов интерьера выделяются образ Девы Марии Лейрской, резное деревянное распятие XIV века и ретабло XVII века.
Алтарная часть церкви возведена над криптой. Она была освящена в 1057 году. Состоит из трёх апсид полукруглой формы, перекрытых высокими сводами. Апсиды асимметричны, центральная из трёх апсид шире, чем боковые, а левая уже правой. Над центральной абсидой, также асимметрично (чуть правее линии главного нефа) расположено небольшое круглое окно.

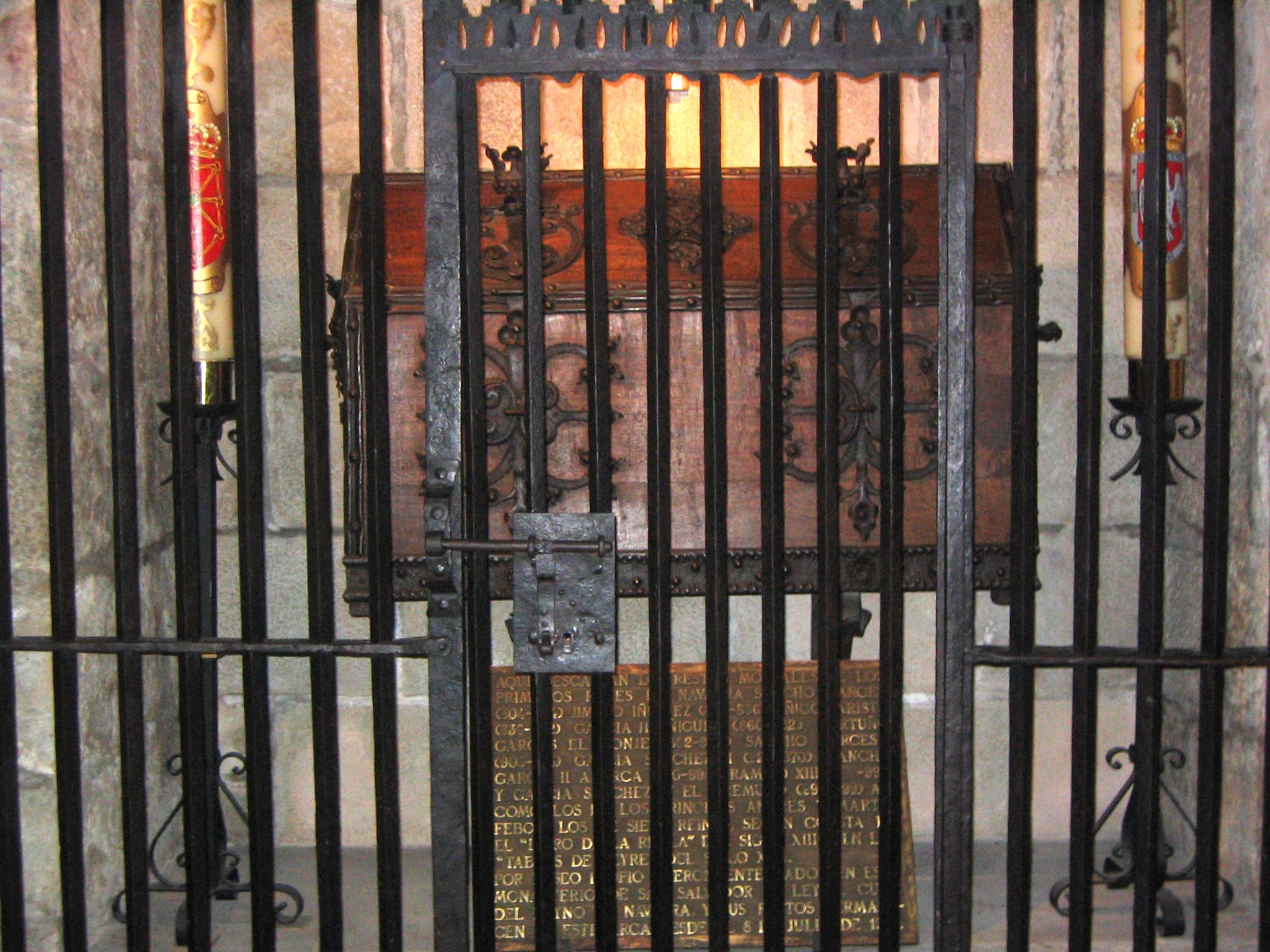
Пантеон королей Наварры

Крипта была построена, чтобы нивелировать уклон местности, на которой стоит церковь и служить фундаментом для дальнейшего возведения здания. Она имеет квадратную форму и повторяет очертания расположенной над ней алтарной части, в связи с чем также имеет три апсиды. Основная часть крипты поделена на четыре нефа полукруглыми сводами, опирающимися на низкие круглые колонны с резными капителями.
С северной стороны от центрального нефа находится пантеон королей Наварры. Их остатки покоятся в большом деревянном саркофаге, декорированном металлическими украшениями. Саркофаг огорожен кованой решёткой (XVI век), содержит останки королей Иньиго Аристы, Гарсии Иньигеса и Фортуна Гарсеса.

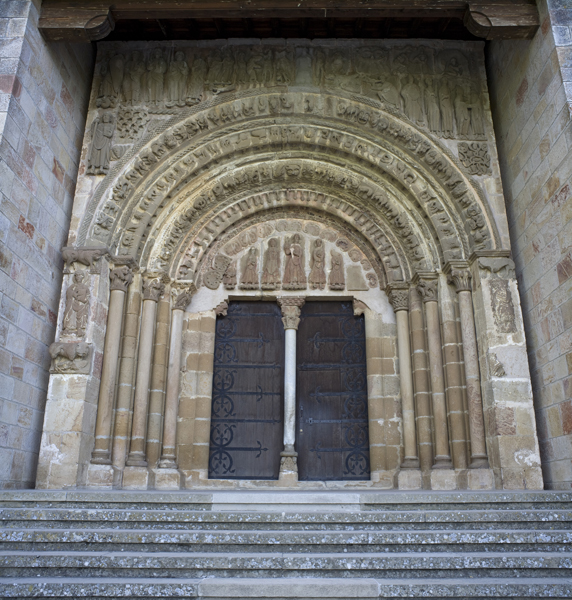
Porta Speciosa

Западный портал церкви носит название «Porta Speciosa» (букв. Украшенные врата), представляет собой романский портик, созданный в период значительного расширения церкви в XII веке. Он состоит их трёх частей:
- Полукруглый тимпан над дверями содержит шесть резных фигур — в центре Спаситель, справа от него Дева Мария, Святой Пётр и неопознанный образ, слева — Святой Иоанн Богослов и две неопознанные фигуры.
- Архивольты и колонны. Три средние архивольта опираются на простые колонны без узоров, боковой архивольт — на резные изображения святых, попирающих львов. Сами архивольты украшены характерными для романского стиля резными узорами с изображениями растений и реальных и фантастических животных.
- Фриз в самой верхней части ворот содержит изображения библейских персонажей и сцен.

### Монастырские постройки
Существуют два монастырских комплекса, состоявших из жилых и хозяйственных помещений. «Старый» монастырь, был построен в IX—XII веках, от него до наших дней дошли лишь фрагменты стен и одной башни. Лучше всего сохранилась северная стена, на которой можно различить примитивный портал, окна и ряд подковообразных завершений. В северо-западной части находится квадратная башня. Этот монастырский комплекс имел романский клуатр, который был полностью разрушен в период заброшенности монастыря в XIX веке. В период восстановления монастыря на месте бывшего клуатра было построено здание монастырской гостиницы.

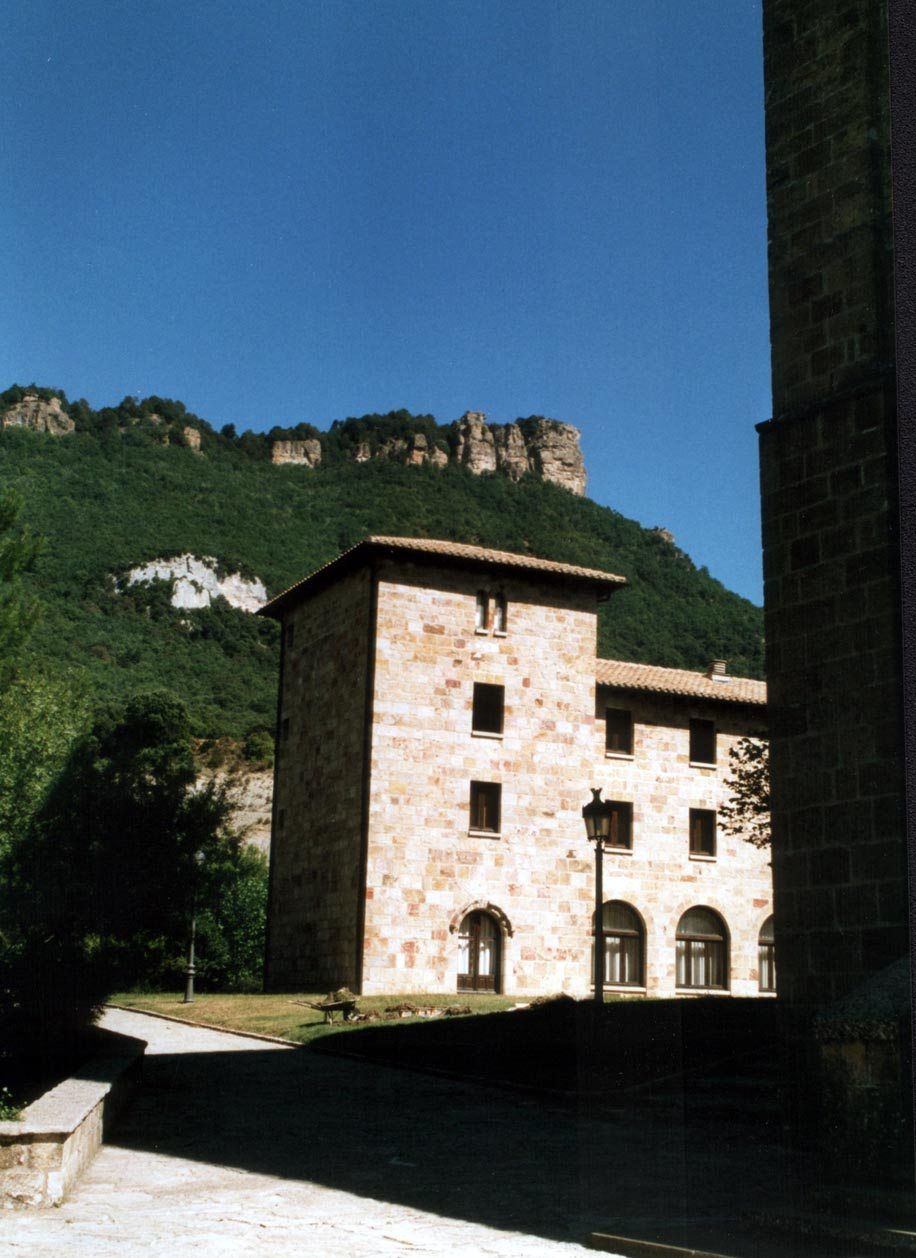
Новый монастырский комплекс

В конце XVI века монастырский комплекс пришёл в плачевное состояние, было принято решение не восстанавливать его, а построить новый. Старый монастырь располагался к северу от церкви, между церковью и горами, новый было решено построить к югу от храма, между ним и долиной. Его возведение шло в конце XVI-начале XVII веков. Здание монастыря имеет размеры 53 на 43 метра, состоит из 4 этажей. Здание отделено от церкви стеной, выполнено в арагонском стиле. В настоящее время в этом здании проживает монашеская община.